# Perro Andaluz
Perro Andaluz ist ein uruguayisches Plattenlabel.
Das unabhängige Plattenlabel wurde 1989 durch Ángel Atienza gegründet. Der Name des Labels hat seinen Ursprung im spanischen Titel des Films Un chien andalou von Luis Buñuel.
Im Dezember 1989 war eine Kassette von „Ensamble Acústico“ die erste Veröffentlichung von Perro Andaluz. Bis 1995 erfolgten aus den Genres Jazz, Klassik, Rock, Blues, Metal, Pop, Folklore, Tango und weiteren Musikrichtungen zahlreiche weitere Editionen auf Kassette als Tonträger. Ab jenem Jahr fand dann eine Umstellung auf Audio-CD als Erscheinungsweise statt.
Neben überwiegend weniger bekannten Musikern veröffentlichten auch Künstler wie etwa Hugo Fattoruso, Leo Maslíah oder Luis Di Matteo auf Perro Andaluz. In den zwei Jahrzehnten seit Labelgründung erschienen bislang circa 300 Tonträger.